# Thrombozytenaggregationshemmer
Thrombozytenaggregationshemmer (TAH), auch Thrombozytenfunktionshemmer (TFH) oder Plättchenaggregationshemmer, sind Medikamente, welche die Verklumpung von Blutplättchen (Thrombozytenaggregation) hemmen. Sie werden in der Medizin eingesetzt, um die Entstehung von Blutgerinnseln (Thromben) in Blutgefäßen zu verhindern. So werden sie beispielsweise bei der Vorbeugung und Behandlung von Schlaganfällen, Herzinfarkten und anderen Durchblutungsstörungen verordnet. Umgangssprachlich werden Thrombozytenaggregationshemmer oft (ebenso wie die Antikoagulanzien) irreführend als Blutverdünner bezeichnet.

## Übersicht
In der Therapie verwendete Thrombozytenaggregationshemmer sind:
| Arzneistoff                                                  | ATC-Code | Applikationsroute    | Angenommene mittlere Tagesdosis |
| ------------------------------------------------------------ | -------- | -------------------- | ------------------------------- |
| Picotamid                                                    | B01AC03  |                      |                                 |
| Clopidogrel                                                  | B01AC04  | Oral                 | 75 mg                           |
| Ticlopidin                                                   | B01AC05  | Oral                 | 0,5 g                           |
| Acetylsalicylsäure (ASS)                                     | B01AC06  | Oral                 | 1 Tablette                      |
| Dipyridamol (vielfach in Kombination mit Acetylsalicylsäure) | B01AC07  | Oral Parenteral      | 0,4 g 0,2 g                     |
| Epoprostenol                                                 | B01AC09  | Parenteral           |                                 |
| Iloprost                                                     | B01AC11  | Parenteral Inhalativ | 0,05 mg 0,15 mg                 |
| Abciximab                                                    | B01AC13  | Parenteral           | 25 mg                           |
| Eptifibatid                                                  | B01AC16  | Parenteral           | 0,2 g                           |
| Tirofiban                                                    | B01AC17  | Parenteral           | 10 mg                           |
| Triflusal                                                    | B01AC18  | Oral                 | 0,6 g                           |
| Prasugrel                                                    | B01AC22  | Oral                 | 10 mg                           |
| Cilostazol                                                   | B01AC23  | Oral                 | 0,2 g                           |
| Ticagrelor                                                   | B01AC24  | Oral                 | 0,18 g                          |
| Cangrelor                                                    | B01AC25  | Parenteral           | 50 mg                           |
| Vorapaxar                                                    | B01AC26  | Oral                 | 2,08 mg                         |

## Einteilung
Für die thrombozytenaggregationshemmende Wirkung sind verschiedene Mechanismen verantwortlich, nach denen man die folgenden Gruppen unterscheidet.
- Cyclooxygenasehemmer

Acetylsalicylsäure ist ein irreversibler Hemmer der Cyclooxygenase der Thrombozyten und hemmt somit den aggregationsverstärkenden Thromboxan-Weg der Blutplättchen.
- P2Y12-Rezeptorantagonisten

Clopidogrel, Ticlopidin, Prasugrel, Ticagrelor und Cangrelor sind P2Y12-Rezeptorantagonisten und hemmen Adenosindiphosphat(ADP)-abhängige Mechanismen der Thrombozytenaktivierung. Die Thienopyridine Clopidogrel, Ticlopidin und Prasugrel sind Prodrugs, aus denen die thrombozytenaggregationshemmend wirkenden Verbindungen metabolisch entstehen. Sie hemmen die ADP-Rezeptoren irreversibel. Ticagrelor und Cangrelor hingegen blockieren den thrombozytären Adenosinrezeptor P2Y12 reversibel. Die Thrombozytenaggregationshemmung erfolgt vergleichbar ausgeprägt wie bei Prasugrel, aber stärker und schneller als unter Clopidogrel.
- Phosphodiesterasehemmer

Der PDE-5-Hemmer Dipyridamol und der PDE-3-Hemmer Cilostazol bewirken durch Blockade der Phosphodiesterasen eine Anreicherung von cGMP bzw. cAMP in den Thrombozyten, wodurch die Calciumfreisetzung und die Thrombozytenaktivierung gehemmt werden. Dipyridamol verstärkt darüber hinaus als Adenosinwiederaufnahmehemmer die thrombozytenaggregationshemmende Wirkung des körpereigenen Adenosins.
- Glycoprotein-GPIIb/IIIa-Rezeptorantagonisten

Während die bislang genannten Mechanismen die Aktivierung der Thrombozyten indirekt hemmen, führt eine Blockade der Glycoprotein-GPIIb/IIIa-Rezeptoren auf der Thrombozytenoberfläche mit Hilfe der Arzneistoffe Abciximab, Tirofiban oder Eptifibatid zu einer direkten Hemmung der Aggregation der Thrombozyten.
Weil die Wirkung dieser Medikamente für jeden Menschen individuell etwas verschieden ist, kann die Stärke der Hemmung beispielsweise mit Hilfe der Thrombozytenaggregometrie im Labor bestimmt werden. Besonders im Fall von Clopidogrel ist dies die im Augenblick bevorzugte Methode. Abhängig vom Ergebnis kann dann die Dosis entweder gesenkt oder erhöht werden, um die Wirkung zwischen Blutungsneigung (Dosis zu hoch) und Thromboseneigung (Dosis zu niedrig) bestmöglich einzustellen.
Die duale Plättchenhemmung, auch „doppelte Plättchenhemmung“ genannt, bedient sich der Ausnutzung zweier Wirkprinzipien zur Thrombozytenaggregationshemmung, meistens ASS (irreversibler COX-Hemmer) und Clopidogrel (irreversibler ADP-Rezeptorantagonist). Diese Kombination ist zur Vorbeugung gegen einen Verschluss obligat nach Stentimplantation in ein arterielles Gefäß.
Vorapaxar ist ein selektiver und reversibler Inhibitor der PAR-1-Rezeptoren und hemmt die durch Thrombin induzierte Thrombozytenaggregation.
Iloprost ist ein synthetisches Prostacyclin-Analogon. Prostacyclin gilt als der am stärksten wirksame endogene Thrombozytenaggregationshemmer, der unter dem Freinamen Epoprostenol ebenfalls medizinisch zum Einsatz kommt.
Nur experimentell verwendet wurde der Thromboxan-A2-/Prostaglandin-H2-Rezeptorantagonist (TX/PGH2-Rezeptorantagonist) Ifetroban. Durch die Blockierung der TX- und PGH2-Rezeptoren unterbricht er nachgeschaltete Signalwege und verhindert die Thrombozytenaktivierung. Außer einer antithrombotischen soll die Substanz auch antihypertensive, antiasthmatische und potenziell antitumorale Wirkungen besitzen.